# Genius loci
Genius loci je latinské slovní spojení znamenající „duch místa“.
V římské mytologii byl genius loci duch či bůžek ochraňující určité místo, často býval zobrazován jako had nebo jako postava s rohem hojnosti. V dnešním slovníku má však tento obrat spíš význam specifické atmosféry dané oblasti než jakési místní ochraňující síly (např.: genius loci, duch tohoto místa, převzal nad událostmi svou moc). V sociologickém a urbanistickém kontextu je vnímán jako stabilní znak identity dané lokality, který se zachovává v různých historických situacích a přechází z jedné do druhé, oživován novými existenciálními významy.